# Quadrangle de Mare Tyrrhenum

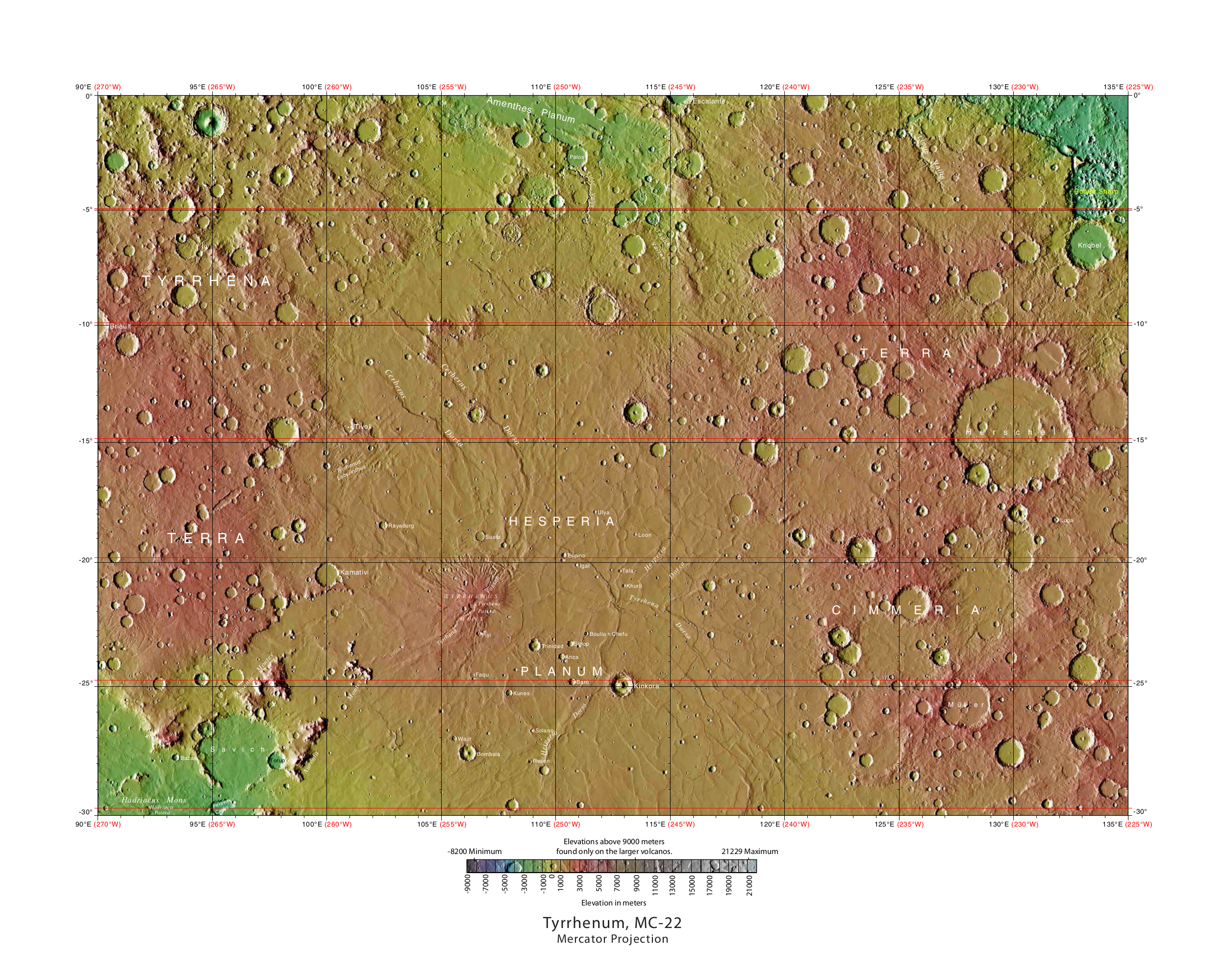

Dans le cadre de la géographie de la planète Mars, le quadrangle de Mare Tyrrhenum — également identifié par le code USGS MC-22 — désigne une région martienne définie par des latitudes comprises entre 0 et 30° S et des longitudes comprises entre 90 et 135° E. 